# Туата Де Дананн

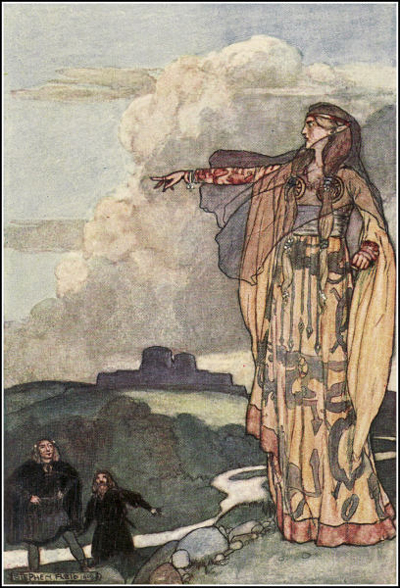
«Богиня Маха одна з Туага Дє Дананн», ілюстрація Стівена Рейда і Елеонор Халлс, 1904

Ту́ага Дє Да́нанн, а також Туата Де Дананн в літературі, Народ (люди) богині Дану (давньоірл. Tuatha Dé Danann, давньоірландська вимова /tuːaθa ðʲeː ðaNaN/, сучасна ірландська вимова /ˈt̪ˠuə(hə) dʲeː ˈd̪ˠan̪ˠən̪ˠ/) — четверте з міфічних племен, що правили Ірландією (див. Ірландська міфологія).
Хоча представники цього племені характеризуються як кельтські «боги», проте, ця характеристика радше переносна. Барди вбачали в них «найкрасивіших, найвишуканіших в одязі й озброєнні, наймайстерніших у грі на музичних інструментах, найобдарованіших розумом з усіх, хто коли-небудь приходив до Ірландії». В богині Дану було тільки троє синів, Бріан, Іухар та Іухарба. 
«Книга Арма» (VIII в.) зводить Плем'я Дану лише до «dei terreni», тобто «богів земних», що відають родючістю і водою, мешкають у пагорбах, річках і озерах. У такому розумінні вони іменуються сидами, і ототожнюються з фейрі (феями) або ельфами.

## Туата Де Дананн
Провідними божествами Племен богині Дану, що згадуються в ірландських сагах є: 
- Бадб;
- Брес;
- Гоїбніу і Кредне з Лухтою;
- Дагда;
- Діан Кехт;
- Лір (бог);
- Луг;
- (Енгус) Мак Ок;
- Мананнан;
- Маха;
- Морріган;
- Немайн;
- Нуаду;
- Огма;
- Еріу (Банба, Фотла).

## Чотири магічних предмети Племен богині Дану

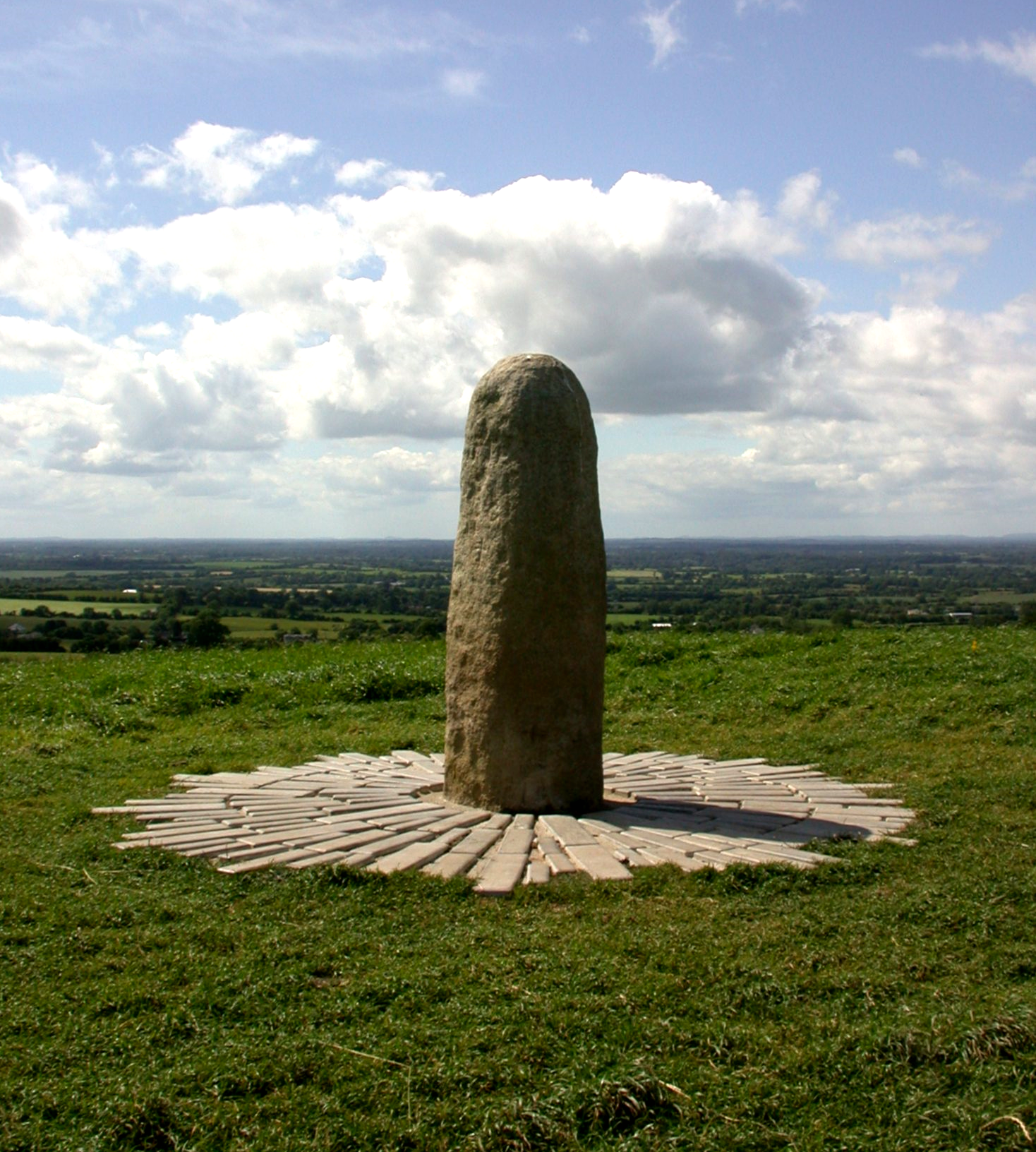
Реальний камінь Фаль

. З рідних країв Туата Де Дананн принесли з собою чотири магічних артефакти.
- Першим магічним предметом був спис Луга (Spear Lúin, Spear of Lugh), який завжди дарував перемогу своєму власникові.
- Другим — казан Дагда: «Не траплялося людям піти від нього голодними», — він був казаном достатку, здатним нагодувати будь-яке число зголоднілих. Казан Дагда невіддільний від списа Луга: перший повинен бути наповнений кров'ю або отрутою, потім в нього слід занурити спис Луга, щоб він не знищив усіх ворогів.
- Третій артефакт — меч Нуаду (Claíomh Solais, Claidheamh Solius, «Меч Сонця, Меч Світла»): «Варто було вийняти його з бойових піхов, як ніхто вже не міг від нього ухилитися, і удар його неможливо було відбити».

- Четвертим магічним предметом був камінь Фаль, камінь долі, який починав голосно кричати, коли той, кому судилося бути істинним королем Ірландії, вставав на нього.

Про ці магічні предмети написано в ірландській сазі: «Битва при Маг Туїред».

## Прихід Племен богині Дану до Ірландії
Туата Де Дананн були нащадками сина Немеда, Яборна, який після вигнання пішов на «Північ Світу». На Північних островах, де вони перебували до приходу в Ірландію, цей народ вивчав ремесла, науки і таємну мудрість друїдів, доки не перевершили в цих мистецтвах всіх людей Ірландії.

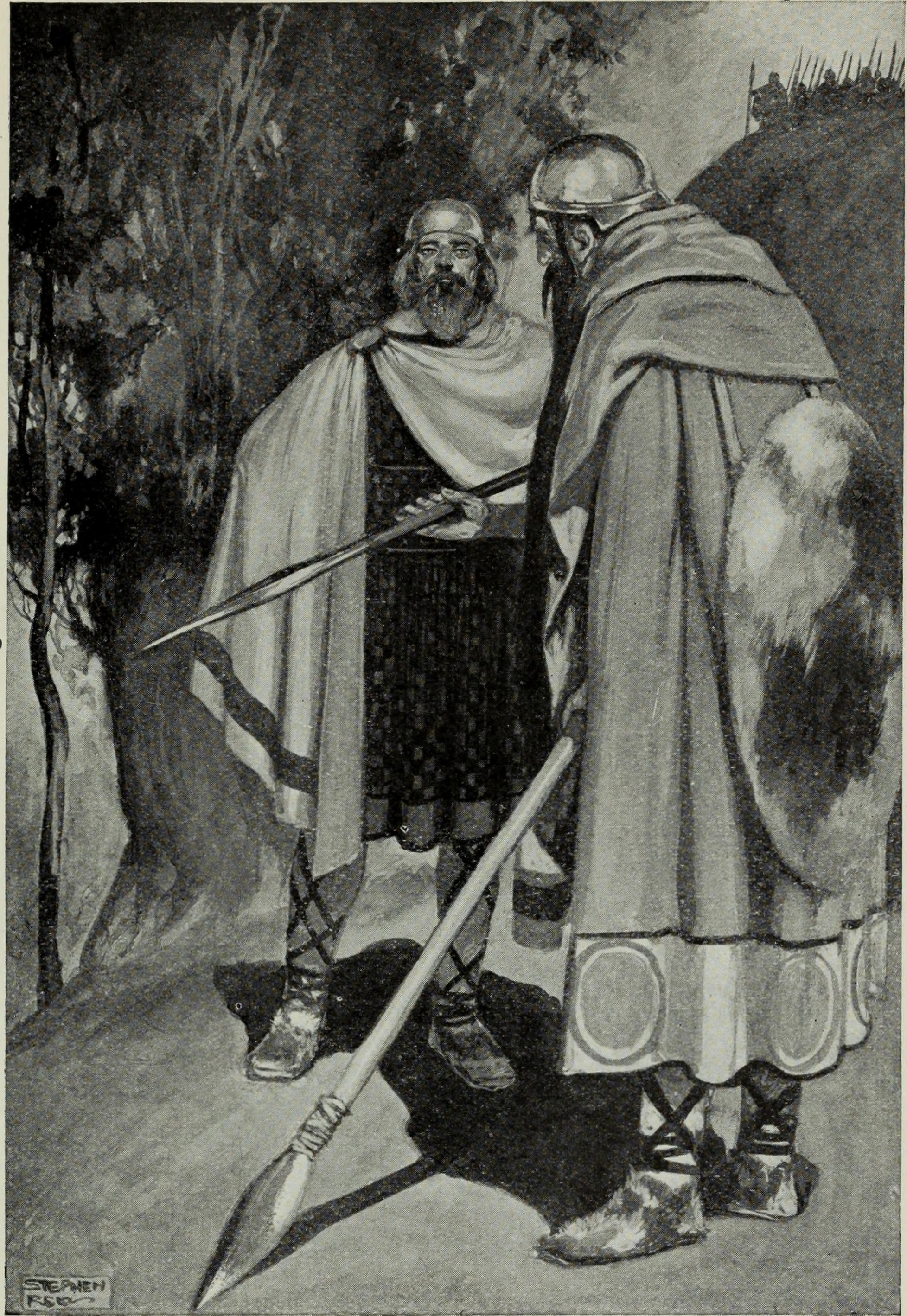
Сренг і Брес обмінюються списами

Існують дві версії історії про прибуття Племен богині Дану. Первісна версія стверджує, що їх до Ірландії принесли по повітрю темні хмари, закриваючи сонячне світло протягом трьох днів. За другою версією, Племена богині Дану прибули, як і всі їхні попередники, на кораблях, але спалили їх відразу після висадки на берег.
Коли вони прийшли до Ірландії, люди Фір Болг ще володіли цими землями. Магічна хмара приховувала Племена богині Дану від очей Фір Болг, але коли хмара розсіялася, місцеві жителі виявили, що північно-західна частина Коннахта захоплена невідомими противниками. Тоді Фір Болг послали свого воїна Сренга у табір прибульців. Ті ж вислали на зустріч Бреса. Воїни обмінялися списами. Списи корінних жителів були важкі, а списи Племен богині Дану — легкі, але гострі. Деякі дослідники вбачають у цьому протиставлення грубої фізичної сили та інтелекту.
Брес запропонував Фір Болг поділити Ірландію порівну. У разі ухвалення пропозиції Племена богині Дану обіцяли дружбу і допомогу в спільному захисті земель від майбутніх загарбників. Але корінні жителі Ірландії відхилили цю пропозицію, побоявшись, що якщо Племена богині Дану так легко отримають бажане, вони можуть згодом побажати більшого. Між двома народами відбулася битва — Битва при Маг Туїред, але прибульці, що володіють багатьма чарівними здібностями, перемогли. В результаті між племенами був укладений договір, за яким Фір Болг отримували Коннахт, а Племена богині Дану — всю Ірландію.
Орієнтовно, прибуття племені Туата Де Дананн можна віднести до епохи мезоліту на території Ірландії. 

## Вигнання короля Бреса і битва з фоморами

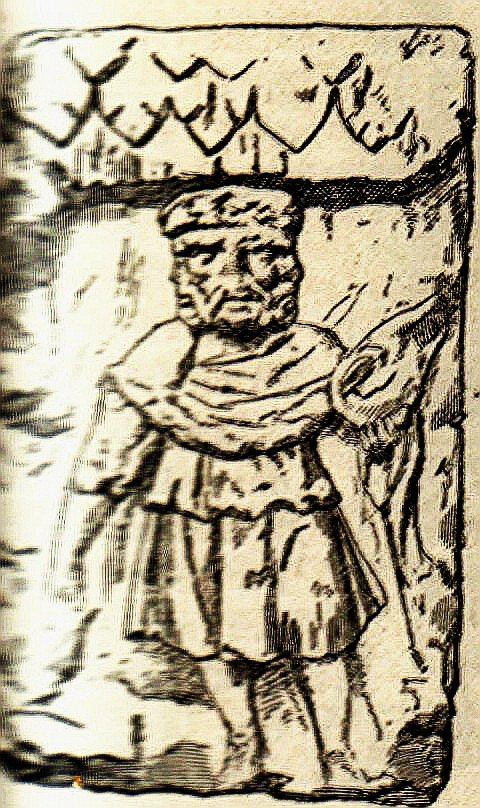
Гравюра за барельєфом, що імовірно зображає Луга

До приходу в Ірландію Туага Де Дананн уклали союз з фоморами. Тепер же, коли після битви з Фір Болг постало питання про те, кому бути королем Ірландії, кандидатура вождя Нуаду відпала, оскільки той позбувся руки, а за повір'ям король-каліка не може привести країну до процвітання. Тоді жінки племені запропонували кандидатуру Бреса, сина Елат, одного з королів фоморів. Це повинно було скріпити союз.
Але Брес виявився поганим правителем і був вигнаний. Тоді зі своєю матір'ю він вирушив до батька, який направив сина до іншого короля фоморів Балора, на прізвисько Погане Око, погляд єдиного ока якого міг убити. Разом з Балором Брес пішов війною на Ірландію, щоб повернути собі владу. Відбулася друга битва в історії Туага Дє Дананн. Під жахливим поглядом величезного ока Балора впали багато відважні воїни, але Луг, онук цього короля фоморів (за одним з переказів), зумів вибити смертоносне око каменем (розпеченим залізом, списом). У підсумку загарбники зазнали повної поразки.

## Поразка Племен богині Дану
Третьою битвою в історії Туага Дє Дананн була битва з Синами Міля, предками сучасних людей, що живуть в Ірландії. Битва відбулася при Таїльтіу, в ході її загинули три королі та королеви Племен богині Дану, а також безліч їхніх вояків. Щоб врятуватися від загарбників, Племена богині Дану застосували свої чари і накинули на себе покрив невидимості. З того часу існують дві Ірландії: земна і невидима країна королів Племен богині Дану, недоступна людям. Звідси і віра в те, що Туата Де Дананн живуть в Ші, або Сидхах (пагорбах, що уявлялись як могили, так і оселі Туага Дє Даннан).